# داريو ديل فابرو
داريو ديل فابرو (بالإيطالية: Dario Del Fabro) (24 مارس 1995 بألغيرو في إيطاليا - ) هو لاعب كرة قدم إيطالي في مركز الدفاع. شارك مع منتخب إيطاليا تحت 16 سنة لكرة القدم ومنتخب إيطاليا تحت 17 سنة لكرة القدم ومنتخب إيطاليا تحت 18 سنة لكرة القدم ومنتخب إيطاليا تحت 19 سنة لكرة القدم ومنتخب إيطاليا لكرة القدم للدرجة الثانية ‏. أما مع النوادي، فقد لعب مع ليدز يونايتد ونادي أسكولي ونادي كالياري.

## وصلات خارجية
- داريو ديل فابرو على موقع قاعدة بيانات كرة القدم.إي يو (الإنجليزية)
- داريو ديل فابرو على موقع Soccerbase.com (لاعب) (الإنجليزية)
- داريو ديل فابرو على موقع Soccerway.com (الإنجليزية)
- داريو ديل فابرو على موقع عالم كرة القدم.نت (الإنجليزية)
- داريو ديل فابرو على موقع AS.com (الإسبانية)